# Rauschenburg
Die Rauschenburg, auch Burg Rauschenberg genannt, ist die Ruine einer mittelalterlichen Höhenburg auf rund 250 m ü. NN, oberhalb des Ehrbachs auf der Gemarkung der Gemeinde Mermuth im Rhein-Hunsrück-Kreis in Rheinland-Pfalz.

## Geschichte
Die heutige Ruine wurde während der Eltzer Fehde (1331–1336) als Trutzburg von Kurfürst Balduin von Luxemburg errichtet. Die erste Erwähnung als Burg ist von 1340. Mit Rusberge  wurde bereits 1285 eine Örtlichkeit im Zusammenhang mit einer Sühne zwischen den Herren von Schöneck und Boos von Waldeck genannt.   Der Bau als Höhenburg über dem Ehrbachtal ist wohl zügig erfolgt. Bruchsteine und geschlämmte, mit Ton versetzte Erde als Mörtel, waren aus der näheren Umgebung. Die mindere Qualität der Bauausführung lassen eine zeitlich begrenzt geplante Folgenutzung vermuten.
Der Bau der Burg richtete sich gegen die reichsministerialen Herren Boos von Waldeck, die Herren von Ehrenberg und die Herren von Schöneck. Die Herren zu Eltz auf der Eifelseite wurden von Burg Trutzeltz belagert.
Die Wahl des Standorts, fast in Sichtweite von Burg Schöneck, dem damaligen Verwaltungssitz des Gallscheider Gerichts, war bestimmt von den Kontrollmöglichkeiten über die Aktivitäten der Fehdegegner und die Einhaltung der 1336 vereinbarten Sühne. Der Bau wurde von Balduin auf dem Gebiet der Pfalzgrafschaft errichtet, die Lehnsherr von Balduins Gegnern war. Diese Praxis entsprach Balduins mehrfach geübter Vorgehensweise, mit dem Bau einer Gegenburg auf dem Land der anderen Partei, eine spätere Übernahme des Territoriums einzuleiten.   Aufgabe der Rauschenburg war es, neben der Kontrolle seiner Fehdegegner, ein Waffenlager, Quartier und Vorratshaltung für die bischöflichen Truppen, und wahrscheinlich auch eine sichere Herberge für den Bischof und sein Gefolge zu sein, wenn sie im Unteren Erzstift auf Visitationsreise waren.
Konrad von Esch, ein Angehöriger von Balduins Regierung, wird als erster Amtmann beurkundet. Wegen vermutlich weiterer Ämter, werden 1340 seine Neffen Johann und Konrad von Schöneck, die ehemaligen Fehdegegner, Erbburgrafen der Rauschenburg. Vier Jahre später aber will Balduin offensichtlich die Rauschenburg wieder zu seiner Verfügung und kündigt den Schöneckern dafür die Zahlung von 1000 Schildgulden an. Als er die in Koblenz hinterlegte Summe anderweitig verwendete, vereinnahmen die Schönecker Balduins Pfand, seinen Anteil von Burg Thurandt. Bei der Schlichtung verpflichten sie sich, die Burg nach Zahlung der 1000 Gulden ohne Widerrede wieder herauszugeben. Das Erzstift Trier vergibt den Erbburggrafentitel bis in die 1380er Jahre dem jeweiligen Herrn von Schöneck. Später erscheinen andere Familien aus dem Unteren Erzstift als Lehensnehmer, auch im Zusammenhang mit der Belehnung mit der Vogtei Beulich.
Im 15. Jahrhundert bis 1789 sind die Boos von Waldeck die Herren der Rauschenburg. Sie wird aber bereits spätestens für die Mitte des 15. Jahrhunderts als eine verfallende, militärisch bedeutungslos gewordene Festung beschrieben. Eine Fehde zwischen denen von Waldeck und den Waldbott von Bassenheim 1456 und der Beilsteiner Krieg 1488 werden als mögliche Anlässe für eine Zerstörung angesehen.

## Beschreibung
Die Burg besteht aus einer fünfseitigen Ringmauer. Fast die gesamte Anlage wird von einer zweiten niedrigeren Mauer umfasst. Zum Berghang hin schneidet ein Halsgraben den Bergsattel und bildet ein erstes Annäherungshindernis. Reste des Torbaues und Brückenfundamente sind dort zu erkennen. In der Kernburg sind die Ruinen von Wohnbauten zu sehen. In der Mitte der westlichen Ringmauer befindet sich der Torso eines Turmes, vielleicht der ehemalige Bergfried. Zugänglich ist die Anlage durch zwei erhaltene Tore. Ein drittes Tor in der südöstlichen Ringmauer ist vermutlich schon im Mittelalter zugemauert worden.

In den Fels gehauener Pfad zum Burgeingang. Entstanden möglicherweise zur Bauzeit der Burg.
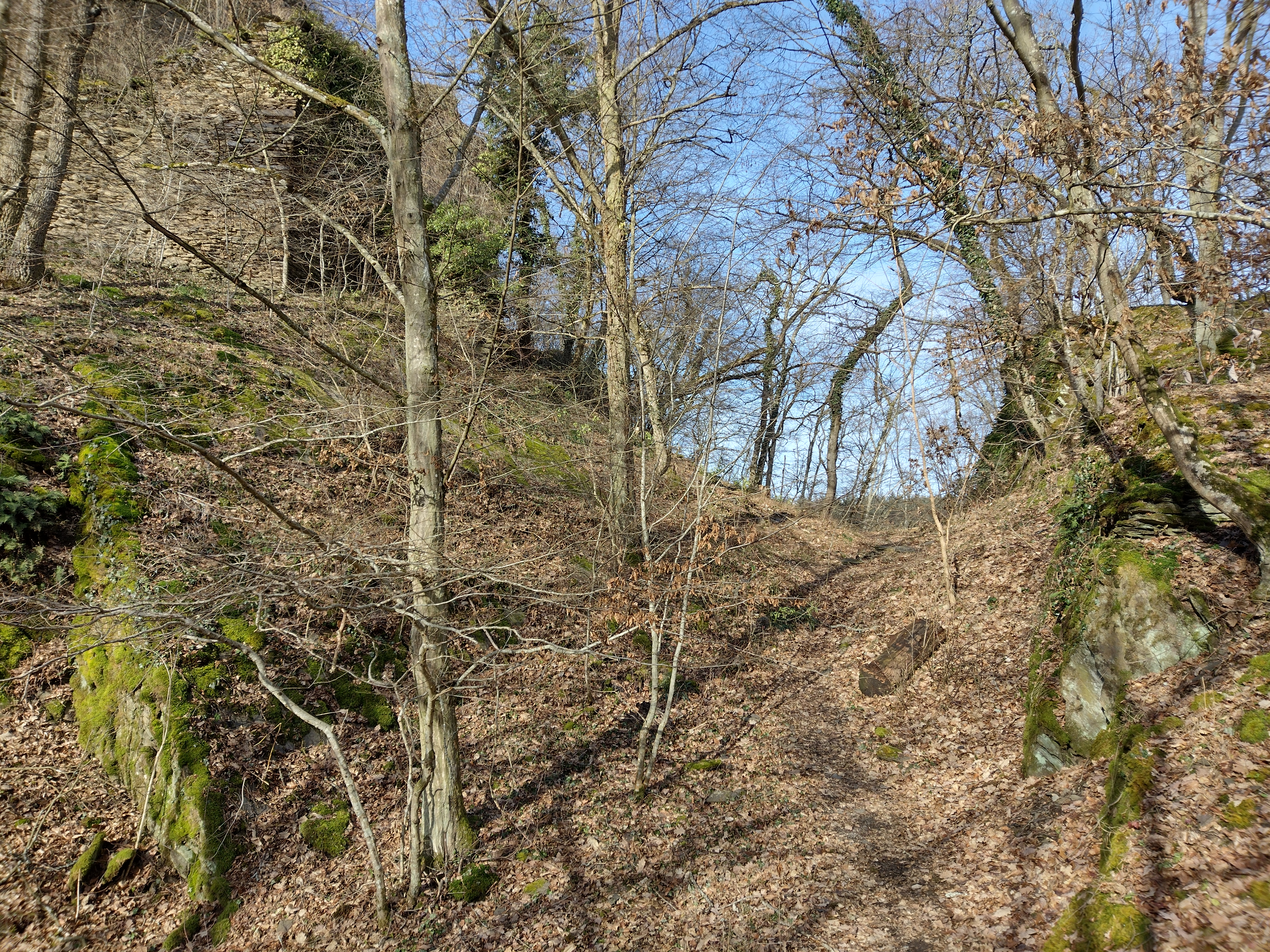
Halsgraben auf der Südwestseite der Rauschenburg.
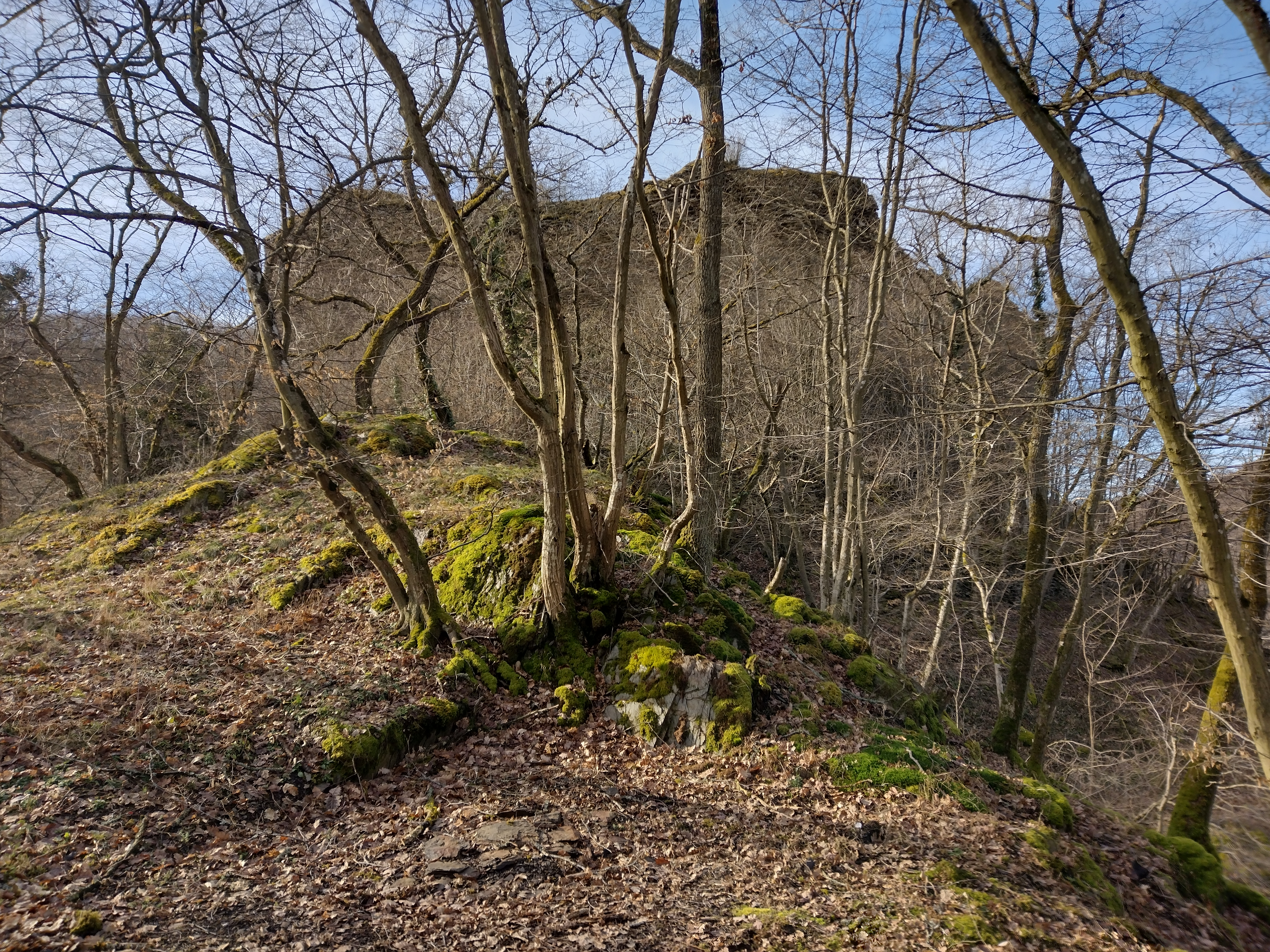
Ansicht vom Ende des Bergsporns aus Südwesten
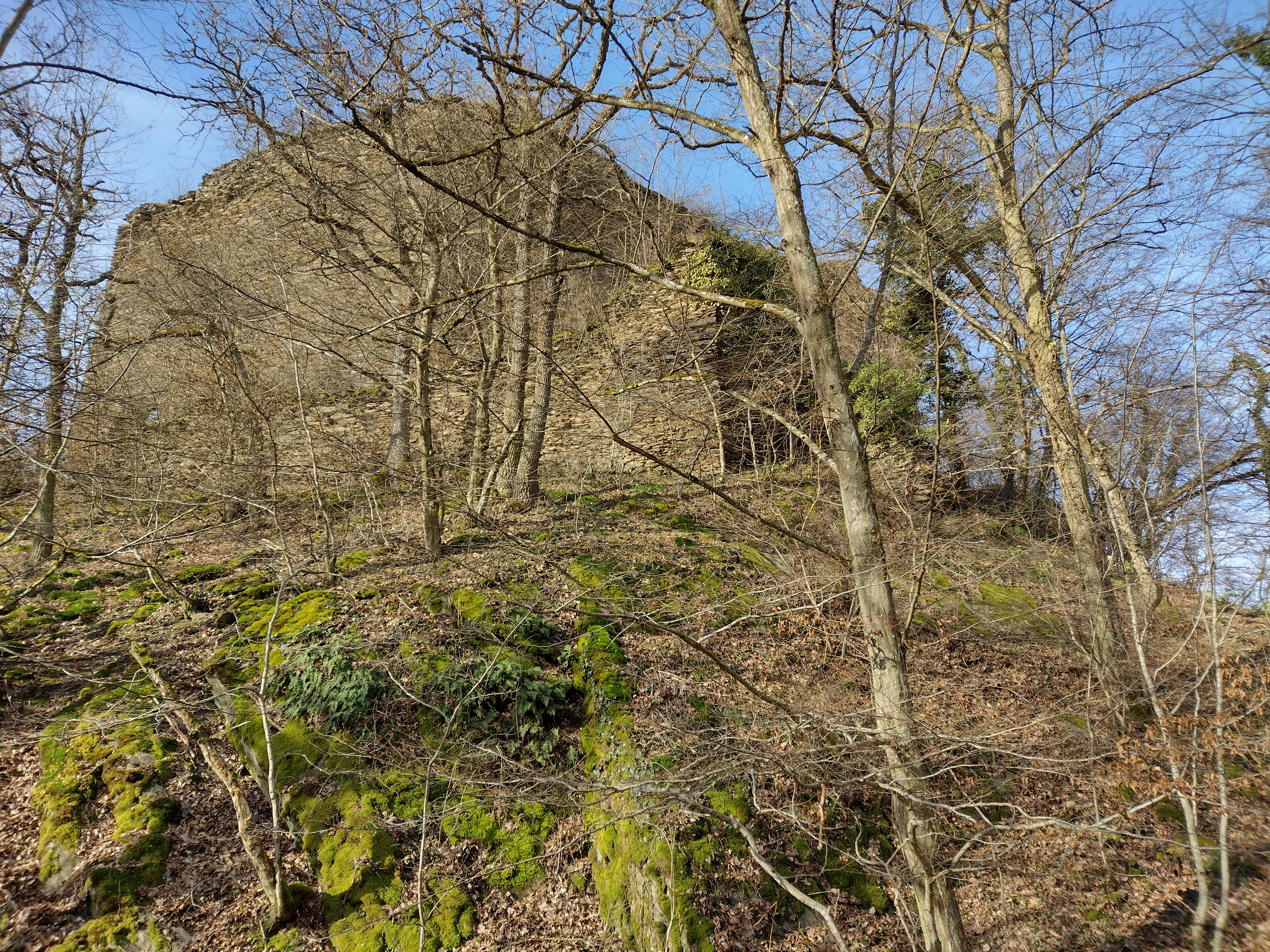
Ansicht aus Westen
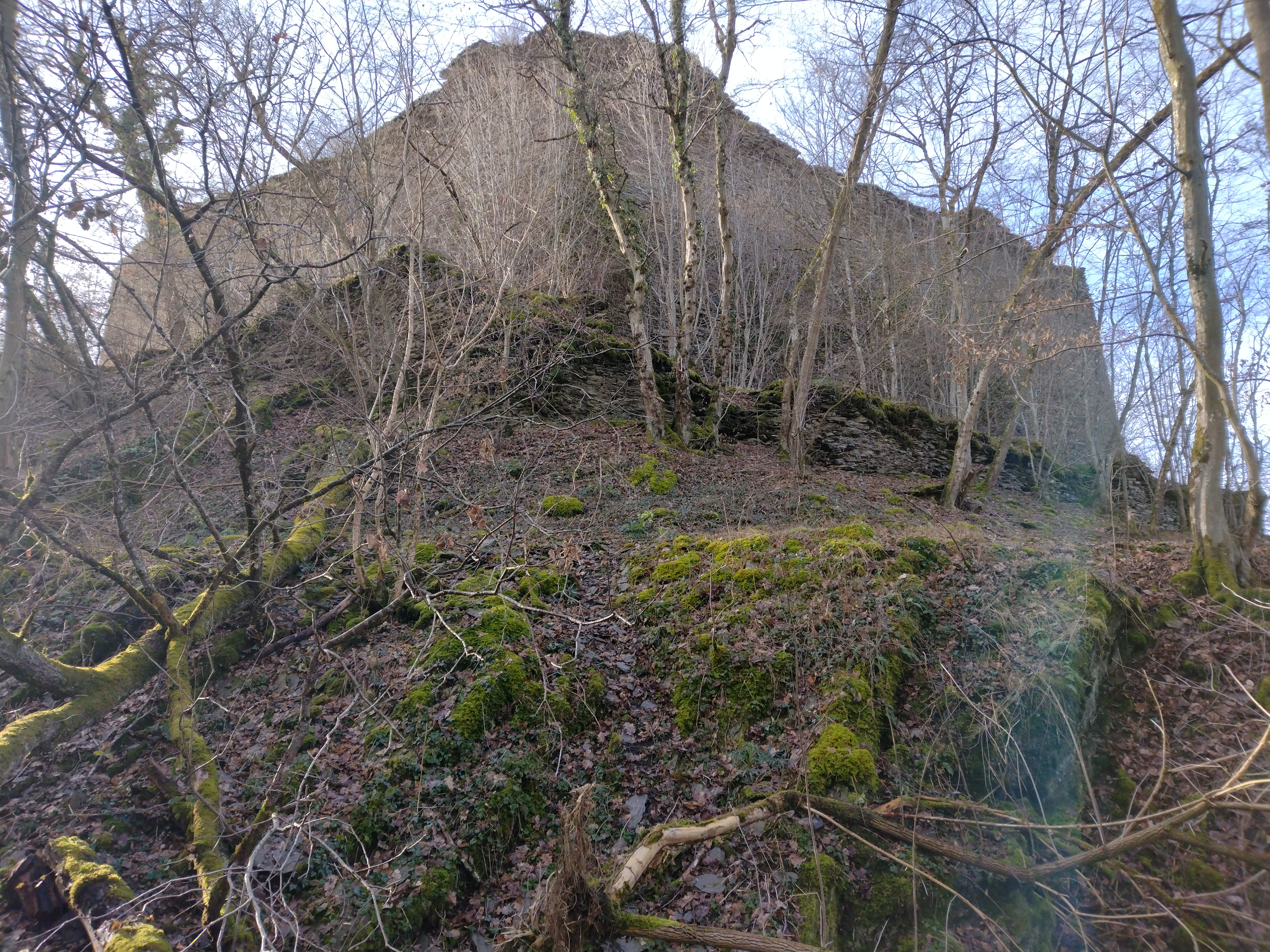
Ansicht aus Osten